# Sergej Bubka (tennista)
Serhij Serheevič Bubka, accreditato come Sergej Bubka dalla ATP (in ucraino Сергiй Сергеевич Бубка?; Donec'k, 10 febbraio 1987), è un ex tennista ucraino.

## Biografia

### Origini
Figlio del grande astista sovietico, da cui ha ereditato anche il nome di battesimo, è nato a Donec'k nel febbraio 1987 per poi trasferirsi a Monte Carlo all'età di sette anni. Nella città monegasca ha fatto la conoscenza del coetaneo e futuro campione Novak Đoković, contro il quale ha gareggiato in diversi tornei.

### Carriera
Dopo le prime esperienze nei tornei challenger e futures ha fatto un importante esordio in Coppa Davis nel 2005 contro la Norvegia, dove grazie a una vittoria e una sconfitta ha contribuito al 4-1 finale per la sua nazione. Nei tornei dell'ATP Tour è riuscito a esordire solo nel 2010 a Newport dove, dopo aver passato le qualificazioni, è stato eliminato al secondo turno dal belga Olivier Rochus.
Nei tornei del Grande Slam ha registrato una sola apparizione, agli US Open 2011, dove ha superato i match di qualificazione e al primo turno nel tabellone principale ha sconfitto l'austriaco Andreas Haider-Maurer, ma al secondo turno è stato fatale l'incontro con Jo-Wilfried Tsonga, testa di serie numero 11, che l'ha sconfitto nettamente in tre set. Nel novembre 2011 si è issato al 145º posto del ranking ATP.
Il 1º novembre 2012 ha subìto un brutto incidente mentre si trovava presso alcuni amici a Parigi: rimasto chiuso in bagno, ha cercato di uscire passando all'esterno dell'edificio per cercare di rientrare attraverso una delle stanze adiacenti ma, una volta fuori, ha perso l'equilibrio ed è caduto dal terzo piano del palazzo riportando numerose fratture in conseguenza delle quali è stato ricoverato in ospedale. Dopo una lunga convalescenza, nel febbraio 2014 è tornato all'agonismo. Si è ritirato due anni più tardi.